# Геворкян, Артём Сейранович
Артём Сейранович Геворкян (21 мая 1993 года, село Чалтырь, Ростовская область, Россия) — российский футболист, нападающий.

## Карьера
Воспитанник «Ростов». Выступал в молодежной команде клуба «Жемчужина-Сочи» и за дубль «Кубани». На профессиональном уровне прорывным для Геворкяна стал сезон 2017/18. В составе «Афипс» с 17 мячами он стал лучшим бомбардиром Второго дивизиона в группе «Юг». После удачного сезона форвард перешел в «Чайку», однако закрепиться в команде он не смог и покинул ее. В феврале 2019 года футболист перешел в клуб армянской Премьер-Лиги «Ширак». Дебют на высшем уровне у него состоялся 6 марта 2019 года в матче против «Арарата», завершившейся гостевой победой «Ширака» со счетом 2:0. В игре Геворкян вышел на замену на 67-й минуте.

## Сборная
В 2019 году выступал за сборную Арцаха на домашнем европейском первенстве ConIFA среди непризнанных футбольных ассоциаций. Ранее получал приглашение от сборной Армении разных возрастов, но не принимал их.

## Достижения
- Лучший бомбардир зоны «Юг» Первенства ПФЛ (1): 2017/18.